# هرمان هندريك بانديرز

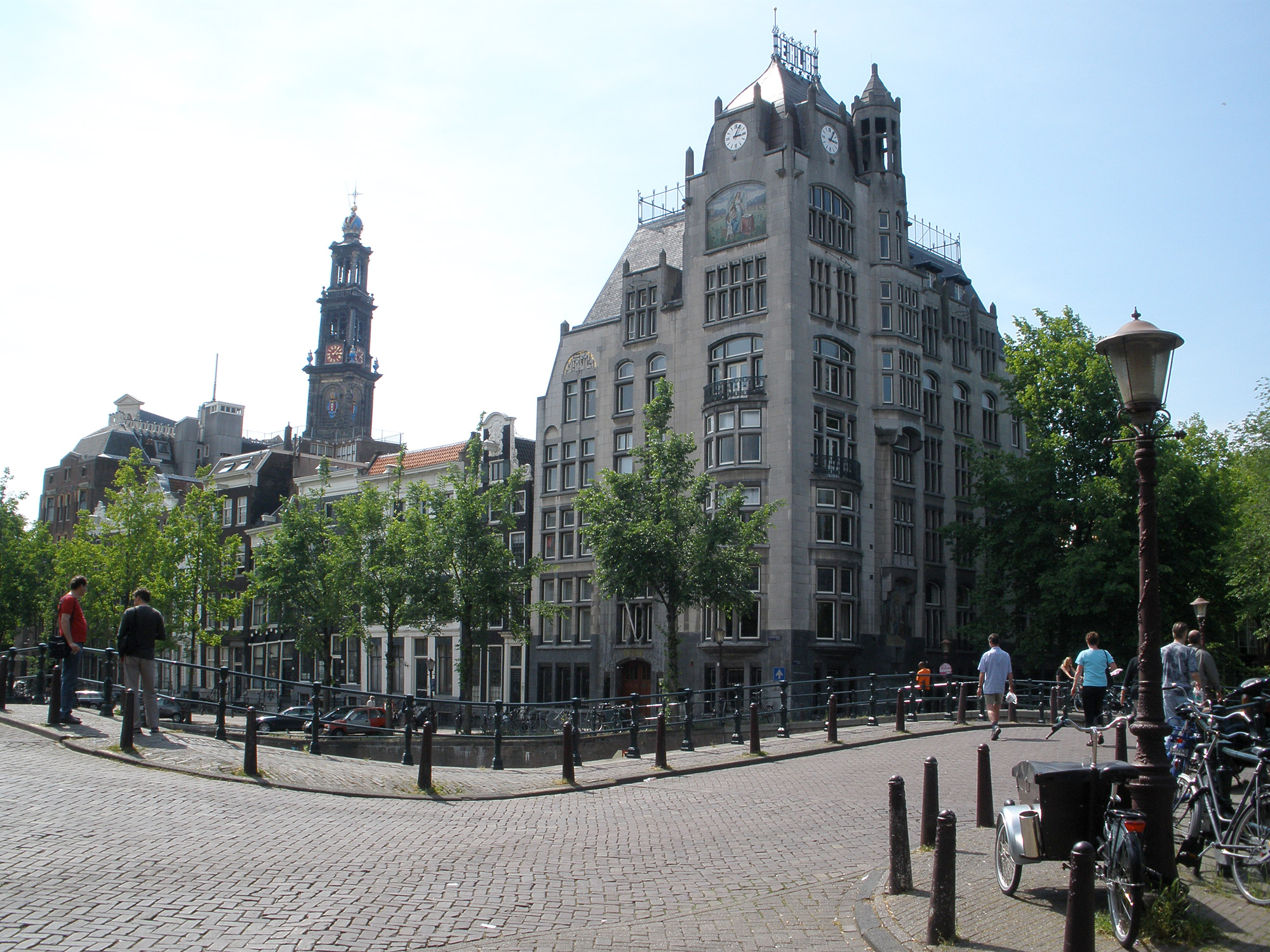
مبنى أستوريا في أمستردام

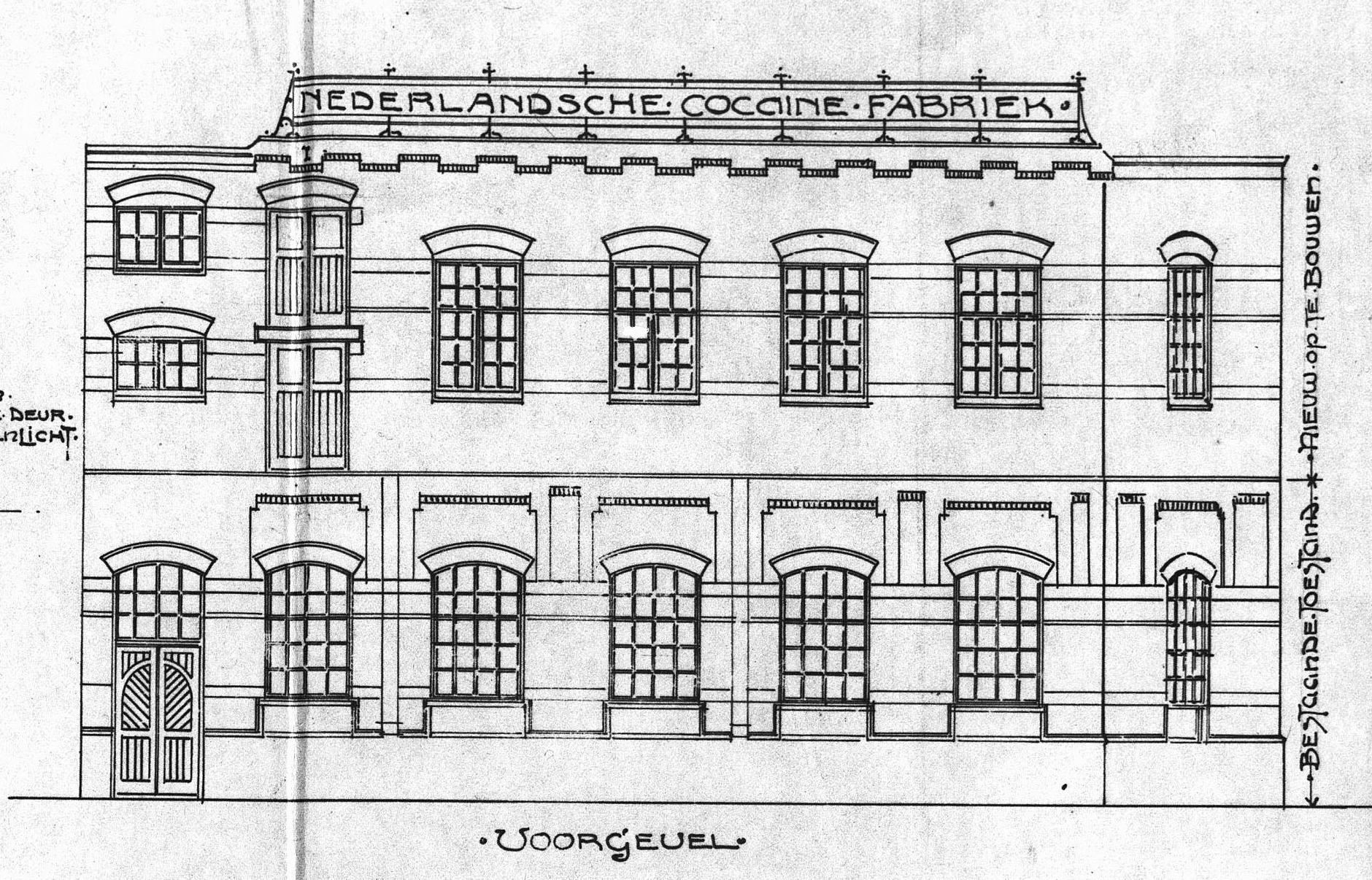
تصميمات لتوسع 1902 nl، قيل أنه أكبر مصنع كوكايين في العالم

هرمان هندريك بانديرز (بالهولندية: Herman Hendrik Baanders)‏ (زوتفن، 22 أغسطس 1849 - أمستردام، 31 مارس 1905)، كان مهندساً معمارياً هولندياً الذي كان نشطاً في المقام الأول في أمستردام.